# Williams FW24
Williams FW24 — гоночный автомобиль команды Williams, участвовавший в Чемпионате мира Формулы-1 сезона 2002 года.

## История
Новый болид основывался на своем предшественнике, но все же проигрывал Ferrari и McLaren в аэродинамической эффективности, хотя мотор BMW был самым мощным в пелотоне. На выступление команды косвенно повлиял уход Джефа Уиллиса в BAR. На FW24 гонщики завоевали семь поулов, болид заметно прибавил в надежности, но поддерживать в воскресенье субботний темп не удавалось.
Болид доказал свою конкурентоспособность, но был далек от Ferrari F2002. Лишь Ральфу Шумахеру удалось одержать победу, в Малайзии. Хуан-Пабло Монтойя выиграть в 2002 году так и не смог, несмотря на серию из 5 поул-позиций подряд. Колумбийцу удалось также установить ещё одно любопытное достижение - в квалификации перед Гран-при Италии он проехал свой круг со средней скоростью 259,049 км/ч, побив рекорд Кейо Росберга 17-летней давности, который был установлен тоже на Williams. В Чемпионате пилотов Монтойя стал третьим.
Williams занял вторую строчку Кубке Конструкторов с большим отставанием от Ferrari.

## Результаты гонок
| Год  | Команда             | Двигатель       | Шины | Пилоты     | АВС  | МАЛ | БРА | САН | ИСП | АВТ | МОН  | КАН  | ЕВР  | ВЕЛ | ФРА | ГЕР | ВЕН | БЕЛ | ИТА  | США | ЯПО | Место | Очки |
| ---- | ------------------- | --------------- | ---- | ---------- | ---- | --- | --- | --- | --- | --- | ---- | ---- | ---- | --- | --- | --- | --- | --- | ---- | --- | --- | ----- | ---- |
| 2002 | BMW WilliamsF1 Team | BMW P82 3,0 V10 | M    | Р. Шумахер | Сход | 1   | 2   | 3   | 11  | 4   | 3    | 7    | 4    | 8   | 5   | 3   | 3   | 5   | Сход | 16  | 11  | 2     | 92   |
| 2002 | BMW WilliamsF1 Team | BMW P82 3,0 V10 | M    | Монтойя    | 2    | 2   | 5   | 4   | 2   | 3   | Сход | Сход | Сход | 3   | 4   | 2   | 11  | 3   | Сход | 4   | 4   | 2     | 92   |

| Легенда к таблице |                                                                    |
| --- | ------------------------------------------------------------------ |
| В таблице перечислены результаты всех Гран-при Формулы-1, в которых использовался автомобиль. Строками таблицы являются сезоны, столбцами — этапы чемпионата мира. В каждой клетке указаны сокращённое название этапа и результат, дополнительно обозначенный цветом. Расшифровка обозначений и цветов представлена в нижеследующей таблице. |                                                                    |
| \| Пример \| Описание \| \| ------------ \| ------------------------------------------------------------------ \| \| 1 \| Победитель \| \| 2 \| Второе место \| \| 3 \| Третье место \| \| 5 \| Финишировал, заработав очки \| \| Сход \| Не финишировал, но при этом заработал очки \| \| 12 \| Финишировал, не получив очков \| \| НКЛ \| Финишировал, но не попал в финальную классификацию \| \| 15 \| Участвовал вне зачёта, либо по отдельной классификации \| \| 18 \| Не финишировал, но попал в финальную классификацию \| \| Сход \| Не финишировал \| \| НКВ \| Не прошёл квалификацию \| \| НПКВ \| Не прошёл предквалификацию \| \| ДСК \| Дисквалифицирован \| \| ИСК \| Исключён из протокола соревнований \| \| ТТ \| Заявлен для участия только в тренировках \| \| НС \| Участвовал в квалификации, но не стартовал в гонке \| \| Т \| Травмирован или болен \| \| ОТК \| Отказ от участия \| \| НТР \| Прибыл на соревнования, но на трассу не выезжал \| \| НПР \| Был заявлен в числе участников, но не прибыл к началу соревнований \| \| О \| Соревнования отменены \| \| \| Не участвовал \| \| Поул-позиция \| \| \| Быстрый круг \| \| |                                                                    |
| Пример | Описание                                                           |
| 1 | Победитель                                                         |
| 2 | Второе место                                                       |
| 3 | Третье место                                                       |
| 5 | Финишировал, заработав очки                                        |
| Сход | Не финишировал, но при этом заработал очки                         |
| 12 | Финишировал, не получив очков                                      |
| НКЛ | Финишировал, но не попал в финальную классификацию                 |
| 15 | Участвовал вне зачёта, либо по отдельной классификации             |
| 18 | Не финишировал, но попал в финальную классификацию                 |
| Сход | Не финишировал                                                     |
| НКВ | Не прошёл квалификацию                                             |
| НПКВ | Не прошёл предквалификацию                                         |
| ДСК | Дисквалифицирован                                                  |
| ИСК | Исключён из протокола соревнований                                 |
| ТТ | Заявлен для участия только в тренировках                           |
| НС | Участвовал в квалификации, но не стартовал в гонке                 |
| Т | Травмирован или болен                                              |
| ОТК | Отказ от участия                                                   |
| НТР | Прибыл на соревнования, но на трассу не выезжал                    |
| НПР | Был заявлен в числе участников, но не прибыл к началу соревнований |
| О | Соревнования отменены                                              |
| | Не участвовал                                                      |
| Поул-позиция |                                                                    |
| Быстрый круг |                                                                    |